# Lâm Thố Cảng
Lâm Thố Cảng là khu quy hoạch nằm ở phía tây bắc Vùng Bắc của Singapore, giáp với Khu trữ nước Tây ở phía tây và nam, Sungei Kadut ở phía đông và Eo biển Johor về phía bắc.

## Lịch sử
Làng Lâm Thố Cảng được Lương Hậu Trụ (tiếng Trung: 梁后宙; bính âm: Liáng Hòuzhòu; chuyển tự: Neo Ao Tiew; 1884 - 1975), Hoa kiều Phúc Kiến thành lập và đóng vai trò trưởng làng. Chữ "Lâm" được lấy theo họ của Lâm Thôi Thiên (chữ Hán: 林推迁, chuyển tự: Lim Chwee Chian) là cảng chủ của vùng. Ngôi làng nằm trên bờ sông Sungei Kranji, được gia tộc họ Lâm kiểm soát. Lương Hậu Trụ đã cho xây một trường tiểu học và một trung tâm y tế ở trong làng. Đường Lương Trụ (tiếng Anh: Neo Tiew Road) được đặt theo tên ông. Khu vực này ban đầu được chú ý bởi các đồn điền rộng lớn trồng hồ tiêu và Uncaria gambir, sau này là những đồn điền cao su, như Vườn cao su Namazie-Cashin.

## Hiện nay
Ngày nay, Lâm Thố Cảng nằm khá gần với Khu trữ nước Tây vầ vẫn còn nhiều diện tích đất nông thôn. Giao thông khu quy hoạch Lâm Thố Cảng được hỗ trợ bởi hai trục đường chính là Đường Lâm Thố Cảng (Lim Chu Kang Road) và Đường Thái Thố Cảng (cũ) (蔡厝港路, Old Choa Chu Kang Road). Do chưa được đô thị hóa, khu vực này vẫn còn nhiều khu huấn luyện quân sự, đất canh tác, nông trại, và cả một nghĩa trang duy nhất còn sót lại ở Singapore (do phục vụ cho mục đích phát triển đô thị, các khu mộ ở các nghĩa trang khác bắt buộc phải cải táng) và một nhà hỏa táng lớn. Những đường phụ trong khu quy hoạch này gồm có Jalan Sungei Poyan, Lim Chu Kang Road Track 11/13 và Jalan Bahtera. Một số đường tại đây không được liệt kê trong một vài xuất bản phẩm mà phần lớn nguyên nhân là do bí mật quân sự. Theo Kế hoạch Sử dụng đất 2030 (Land Use Plan 2030), trong tương lai gần, chúng sẽ không phục vụ cho nhu cầu cư trú của người dân nữa mà sẽ được dành riêng cho mục đích canh tác hoặc quân sự.

### A Ma Cung
A Ma Cung (chữ Hán: 亞媽宮, chuyển tự: Ama Keng) là một ngôi miếu ở Lâm Thố Cảng. Ngôi miếu này được xây dựng năm 1900 để thờ cúng Ma Tổ, tức Thiên Hậu Thánh mẫu, vị thần bảo trợ của người đi biển. A Ma trong tiếng Tiều và tiếng Phúc Kiến nghĩa là "Bà", còn Cung nghĩa là "miếu". Thuở ban đầu, ngôi miếu được dựng bằng lá dừa nước. Năm 1943, Miếu Bà được xây dựng lại với mái được lợp kẽm và gỗ. Năm 1965, Miếu Bà được cải tạo một lần nữa với mái lợp ngói, chi phí cho đợt nâng cấp này hết 16.000 đô la Singapore. Vài lẫn mỗi năm, nghệ thuật rối bóng được trình diễn tại A Ma Cung.

### Trung tâm nông nghiệp Lâm Thố Cảng
Khu quy hoạch dân cư công cộng, Trung tâm nông nghiệp Lâm Thố Cảng, trên Đường Lương Trụ (梁宙) (tiếng Anh: Neo Tiew Road) bị bỏ trống năm 2002 dựa theo Đề án chọn lọc Tái thiết Toàn diện (tiếng Anh: Selective En Bloc Redevelopment Scheme), theo đó, cư dân phải di dời tới chung cư 268A-268C Đường Văn Lễ (tiếng Anh: Boon Lay Drive) ở Tây Jurong. Những căn hộ trống được Lực lượng vũ trang Singapore trưng dụng làm nơi tập huấn từ năm 2004. Năm 2012, nơi đây được dùng làm phim trường cho cho phân cảnh chiến tranh trong phim Ah Boys to Men.

## Tuyến xe buýt
Các tuyến bus vận hành giữa các tuyến đường Lâm Thố Cảng/Sungei Kadut/Lương Trụ:
| Mã số                      | Từ                                 | Đến                                 | Ghi chú                                    |
| SMRT Buses Trunk Services  | SMRT Buses Trunk Services          | SMRT Buses Trunk Services           | SMRT Buses Trunk Services                  |
| -------------------------- | ---------------------------------- | ----------------------------------- | ------------------------------------------ |
| 172                        | Choa Chu Kang Bus Interchange      | Boon Lay Bus Interchange            |                                            |
| 925                        | Choa Chu Kang Bus Interchange      | Woodlands Regional Bus Interchange  | chỉ hoạt động từ thứ Hai đến thứ Bảy.      |
| 925C                       | Woodlands Regional Bus Interchange | Sungei Buloh Wetland Reserve (loop) | chỉ hoạt động vào Chủ Nhật và các ngày lễ. |
| 975                        | Bukit Panjang Bus Interchange      | Lim Chu Kang Bus Terminal (loop)    |                                            |
| SBS Transit Trunk Services |                                    |                                     |                                            |
| 405                        | Boon Lay Bus Interchange           | Choa Chu Kang Road End (loop)       | chỉ hoạt động vào một số dịp lễ hội.       |
| Kranji Express             |                                    |                                     |                                            |
| KE                         | Kranji MRT Station                 | Kranji Countryside                  | truy cập website .                         |